# Tito Rojas
Julio César Rojas López (Humacao, 14 de junio de 1955 - Humacao, 26 de diciembre de 2020), conocido artísticamente como Tito Rojas, fue un cantante puertorriqueño de salsa.

## Biografía

### Primeros años
Tito Rojas creció y se formó en la ciudad de Humacao, ubicada en la costa oriental de Puerto Rico, donde cursó la escuela primaria y secundaria. Desde edad temprana Rojas disfrutaba cantándole salsa a su familia y amigos.[cita requerida]

### Trayectoria
En 1972 con tan sólo 17 años tuvo una audición con Pedro Conga y su Orquesta Internacional. Cantó el tema «Olvídate de mí» acompañado por la orquesta y Pedro Conga lo contrató como cantante. Tiempo después abandonó la banda para unirse al "Conjunto Borincuba", dirigido por Justo Betancourt. Con esta orquesta participó como líder vocal en dos grabaciones, la primera en 1978 «Con Amor» («With Love») y en 1979 «Aquí» («Here»). Luego de su estadía en Puerto Rico, Justo Betancourt se muda a Nueva York disolviendo la Borincuba, algunos músicos continuaron con Tito formando el Conjunto Borincano, esta es la primera vez que se presenta como solista, realiza dos producciones con la compañía independiente Rana Records, obteniendo un éxito moderado en Puerto Rico, hubo dos producciones más que se publicaron en 1984, con compañías diferentes, hasta ese momento la popularidad de Tito era baja. En 1986 Ingresa como vocalista a la Puerto Rican Power de Luisito Ayala, donde permanece hasta 1989, en ese período publican dos producciones con la compañía "Sonotone", con ellas se marcó el inicio de una exitosa carrera, cantó, con buen suceso, versiones salseras de «Noche de boda» y «Quiéreme tal como soy». Antonio Moreno director de "Sonotone" decide formar su propio sello «Musical Productions - MP» y firma como solista a Tito.
En 1990, Rojas grabó como solista el exitoso LP Sensual con el sencillo: " Siempre seré" y "Ella se hizo deseo" para el sello "Musical Productions". Le siguen con igual o mayor éxito los álbumes Tito Rojas de 1992, A mi estilo" de 1993 y en 1995 grabó Por derecho propio, que lo ubicó en la lista de éxitos latinos de la Billboard. Obtuvo el reconocimiento de la industria discográfica al ganar el doble Álbum de Platino, el Premio Paoli al "Mejor Artista de Salsa del Año" y el premio "ACE".
En 1996, Rojas obtuvo otros éxitos con Humildemente y Pa'l pueblo, así como 20º Aniversario, Alegrías y penas y Navidad Con Tito Rojas en 1999.

### Últimos años
En 2002, Rojas y su banda grabaron "en vivo" desde Las Vegas, Nevada. El álbum se titula Tito Rojas Live: auténticamente en vivo, con Roberto Roena como invitado especial en bongós. Su álbum más reciente es Borrón y cuenta nueva, con «Si me faltas tú» y «Cuando un hombre se enamora» como éxitos. 

### Fallecimiento
Tito Rojas había salido de compartir una actividad familiar de Navidad en el barrio Tejas de Humacao.[cita requerida]
Cuando culmina la actividad, se va hacia su residencia, pero poco después de salir, se detiene en la casa de un primo en el barrio Mariana, allí le manifiesta que "no se siente bien” y pide que lo lleve al hospital. Cuando están en el proceso de montarse en el vehículo del familiar, en las escaleras, se desploma. Luego de una larga espera, llegan los paramédicos y certifican que falleció. No hubo ningún signo de violencia; todo pareció deberse a una situación de salud. 
El intérprete tenía 65 años de edad. Le sobreviven sus hijas Kisha, Jessica y sus tres nietos Julián, Amanda y Briana.

## Discografía
- 1972 - Mima La Pululera (Con Pedro Conga y su Orquesta Internacional)
- 1978 - Borincuba - Con Amor
- 1979 - Borincuba - Aquí
- 1980 - Tito Rojas y El Conjunto Borincano (Con Velo y Corona)
- 1981 - Tito Rojas y El Conjunto Borincano
- 1984 - Tito Rojas y El Conjunto Borincano - Todo ha cambiado
- 1984 - El campesino
- 1987 - Puerto Rican Power (Tres Mujeres)
- 1988 - Puerto Rican Power (No Puedo Precindir de Ti)
- 1990 - Sensual
- 1992 - Tito Rojas
- 1993 - A Mi Estilo
- 1995 - Por derecho propio
- 1996 - Humildemente
- 1997 - Pa'l pueblo
- 1997 - Salsa Mixes y Más Mixes
- 1999 - Alegrías y penas
- 1999 - Navidad con Tito Rojas
- 2000 - Rompiendo noches
- 2001 - Auténticamente en vivo
- 2002 - Quiero llegar a casa
- 2003 - Canta el gallo
- 2003 - Perseverancia
- 2003 - Doble Platino
- 2004 - El de siempre
- 2004 - Peleando duro
- 2004 - Tradicional
- 2004 - Solamente éxitos
- 2005 - Borrón y cuenta nueva
- 2007 - Sin comentarios
- 2007 - Éxitos y más
- 2010 - Vida
- 2011 - Independiente
- 2014 - El Viajero
- 2019 - Un gallo para la historia

## Participaciones Especiales y Dúos
- 1991 - Déjala (a dúo con Tito Gómez)
- 1992 - MP All Stars (Quique Belleza / Que Guille / Mp All Stars)
- 1994 - El Progreso (con Roberto Roena)
- 1995 - Déjala 2 (a dúo con Tito Gómez)
- 1997 - Duele (a dúo con Mimi Ibarra)
- 1997 - He chocado con la vida (con Big boy)
- 2000 - Quien nos iba a Decir? (a dúo con Tito Gómez)
- 2000 - Ven Conmigo Corazón (a dúo con Maelo Ruiz, Axel Martínez, César Avilés con Pedro Conga)
- 2006 - A mis Amigos (con Alex D'Castro)
- 2011 - Maldito y Bendito Amor (a dúo con India)
- 2012 - Rescatemos (Don Perignon y la Puertorriqueña)
- 2014 - Los Soneros (Mario Ortiz All Star Band)
- 2014 - Homenaje a Braulio (Puerto Rican Power)
- 2015 - Un Callejón sin Salida (con Edwin Clemente)
- 2015 - Ella se Hizo Deseo (a dúo con Ivy Queen)
- 2015 - Mi Último Deseo (a dúo con Elvis Crespo)
- 2017 - Cantarle a Cheo Feliciano (a dúo con José Nogueras, Ismael Miranda y Andy Montañez)
- 2020 - Por la Calle del Medio (a dúo con Gilberto Santa Rosa)
- 2020 - Pasito Tun Tun (Billo's - Legendarios)